# A' Katīgoria 1956-1957
La A' Katīgoria 1956-1957 fu la 20ª edizione del massimo campionato di calcio cipriota: l'Anorthōsis vinse il suo secondo titolo.

## Stagione

### Novità
Il numero di squadre rimase fermo a nove con la retrocessa AYMA Nicosia sostituita dalla neopromossa Arīs Limassol.

### Formula
Il campionato era formato da 9 squadre e non erano previste retrocessioni; furono assegnati due punti in caso di vittoria, uno in caso di pareggio e zero in caso di sconfitta.
Le squadre si incontrarono in gironi di andata e ritorno per un totale di sedici turni.

## Squadre partecipanti
| Club                | Città     | Stadio             | Stagione precedente |
| ------------------- | --------- | ------------------ | ------------------- |
| AEL Limassol        | Limassol  | Stadio GSO         | 1º in A' Katīgoria  |
| Anorthōsis          | Famagosta | Stadio GSE         | 5º in A' Katīgoria  |
| APOEL               | Nicosia   | Vecchio Stadio GSP | 2º in A' Katīgoria  |
| Arīs Limassol       | Limassol  | Stadio GSO         | 1º in B' Katīgoria  |
| EPA Larnaca         | Larnaca   | Vecchio Stadio GSZ | 8º in A' Katīgoria  |
| Nea Salamis         | Famagosta | Stadio GSE         | 3º in A' Katīgoria  |
| Olympiakos Nicosia  | Nicosia   | Vecchio Stadio GSP | 4º in A' Katīgoria  |
| Omonia              | Nicosia   | Vecchio Stadio GSP | 6º in A' Katīgoria  |
| Pezoporikos Larnaca | Larnaca   | Vecchio Stadio GSZ | 7º in A' Katīgoria  |

## Classifica finale
|                  | Pos. | Squadra             | Pt | G  | V  | N | P | GF | GS | DR  |
| ---------------- | ---- | ------------------- | -- | -- | -- | - | - | -- | -- | --- |
| Cipro (bandiera) | 1.   | Anorthōsis          | 29 | 16 | 13 | 3 | 0 | 51 | 13 | +38 |
|                  | 2.   | Pezoporikos Larnaca | 21 | 16 | 8  | 5 | 3 | 40 | 24 | +16 |
|                  | 3.   | Omonia              | 21 | 16 | 8  | 5 | 3 | 34 | 27 | +7  |
|                  | 4.   | Arīs Limassol       | 15 | 16 | 6  | 3 | 7 | 30 | 29 | +1  |
|                  | 5.   | Nea Salamis         | 14 | 16 | 6  | 2 | 8 | 24 | 25 | -1  |
|                  | 6.   | AEL Limassol        | 12 | 16 | 4  | 4 | 8 | 18 | 32 | -14 |
|                  | 7.   | Olympiakos Nicosia  | 12 | 16 | 5  | 2 | 9 | 24 | 50 | -26 |
|                  | 8.   | EPA Larnaca         | 10 | 16 | 2  | 6 | 8 | 27 | 37 | -10 |
|                  | 9.   | APOEL               | 10 | 16 | 2  | 6 | 8 | 20 | 31 | -11 |

### Verdetti
- Anorthōsis campione di Cipro.